# Neu Leipziger Gesangbuch

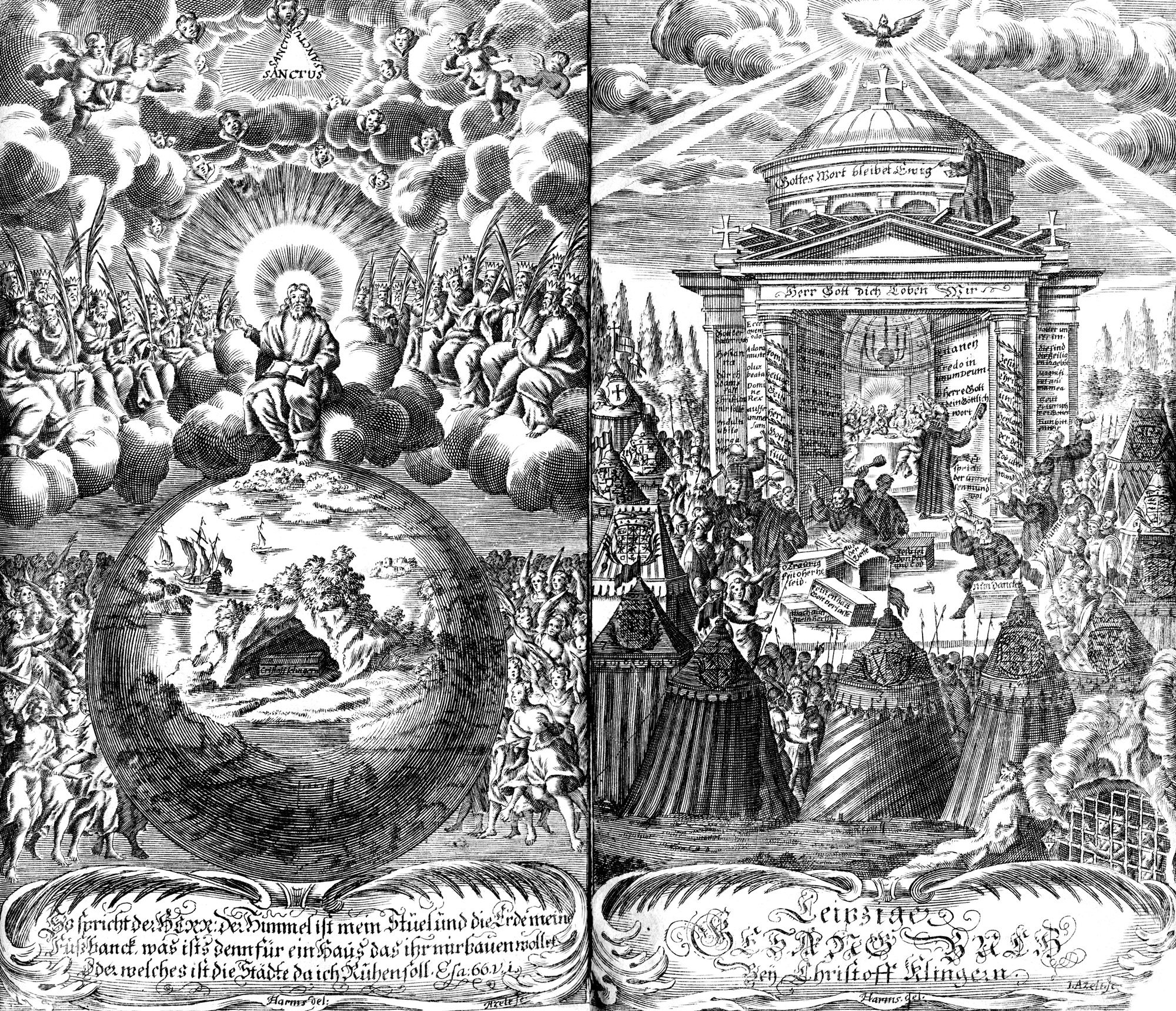
Titelkupfer des Buches

Das Neu Leipziger Gesangbuch ist ein Chorgesangbuch, das Gottfried Vopelius, Lehrer und Kantor an St. Nikolai in Leipzig, 1682 herausgab. Der Originaltitel lautet:
„Neu Leipziger Gesangbuch, Von den schönsten und besten Liedern verfasset, In welchem Nicht allein des sel. Herrn D. Lutheri und andere mit Gottes Wort, und unveränderter Augsburgischer Confession übereinstimmende […] Gesänge, Lateinische Hymni und Psalmen, Mit 4., 5. bis 6. Stimmen, deren Melodeyen Theils aus Johann Herman Scheins Cantional, und andern guten Autoribus zusammen getragen, theils aber selbsten componiret; Sondern auch die Passion nach den heiligen Evangelisten Matthæo und Johanne, die Auferstehung, die Missa, Praefationes, Responsoria und Collecten, auf die gewöhnlichen hohen Sonn= und Festtage, das Magnificat nach den 8. Tonis, Te Deum laudamus, Symbolum Nicænum, &c. choraliter […] zu finden.“

## Inhalt
Das Neu Leipziger Gesangbuch enthält in der Originalausgabe auf 1104 Seiten insgesamt 432 Lieder und Gesänge:
- 113 Texte ohne Noten
- 55 einstimmige Lieder
- rund 100 lateinische Gesänge
- mehr als 160 größtenteils vier-, aber auch fünf- und sechsstimmige Liedsätze.[2]

Drei Melodien und drei Chorsätze sind als Vopelius‘ eigene Kompositionen gekennzeichnet. Weitere namentlich genannte Komponisten sind Erhard Bodenschatz (2 Werke), Christoph Sebastian Buchner (1), Joachim a Burck (2), Wolfgang Carl Briegel (1), Johann Crüger (9), Christian Daum (1), Johann Christoph Demantius (2), Melchior Franck (3), Bartholomäus Gesius (1), Andreas Hammerschmidt (7), Jakob Handl (1), Sebastian Knüpfer (1), Tobias Michael (1), Chr. Peter (1), Johann Hermann Schein (98), Johann Schelle (1), Johann Schop (3) und Heinrich Schütz (1). Die rund 30 anonymen Sätze gelten als Werke Vopelius‘.
Die erläuternden Texte schrieb Georg Möbius, Theologieprofessor an der Leipziger Universität.

## Bedeutung
Das Neu Leipziger Gesangbuch war nicht nur Grundlage für die Leipziger Kirchenmusikpflege bis weit ins 18. Jahrhundert, sondern beeinflusste jahrzehntelang nord- und mitteldeutsche Gesangbuchausgaben. Für die Leipziger Gottesdienstpraxis im Zeitalter der lutherischen Orthodoxie ist es eine erstrangige Quelle. Von größter Bedeutung ist sein Einfluss auf die kirchenliedgebundenen sowie die lateinischsprachigen Werke Johann Sebastian Bachs.